# Buddleja curviflora
Buddleja curviflora är en flenörtsväxtart som beskrevs av William Jackson Hooker och Arn.. Buddleja curviflora ingår i släktet buddlejor, och familjen flenörtsväxter. Inga underarter finns listade i Catalogue of Life.